# Panela de San Joaquín
La panela de San Joaquín es un dulce típico de San Joaquín, Venezuela, y hoy en día popularizado en todo el país. Consiste en un pan dulce de trigo cortado en rebanadas que se vuelven a hornear una segunda vez para obtener un producto seco y crujiente.
Si bien se consume en todo el país, es más frecuente en las ciudades de Valencia y Maracay ya que son equidistantes al poblado donde se elaboran. 
Fue traído por vascos establecidos en San Joaquín a finales del siglo xix. Se tiene constancia de que la familia que trajo la receta desde España fueron los Zuloaga Egusquiza.Antiguamente eran conocidos como biscochitos de San Joaquín, puesto que «bizcocho», del latín bis-coctus, significa ‘doble cocción’, por la cual la miga del pan queda dura y seca.
Debido a su consistencia dura, se suelen acompañar de algún tipo de bebida, la más frecuente es café con leche aunque también se acompaña con leche fría, chocolate caliente (mayormente en días fríos) e incluso malta o refresco; todo ello con la finalidad de reblandecerlo y hacer más fácil su ingesta.  